# Hasan Piker
Hasan Doğan Piker (nacido el 25 de julio de 1991), también conocido como HasanAbi (abi significa hermano mayor en turco), es un streamer turco-estadounidense de Twitch y comentarista político de izquierda. Anteriormente trabajó como periodista televisivo y productor en The Young Turks y como columnista en HuffPost. Actualmente es uno de los streamers más vistos y suscritos de Twitch, donde cubre las noticias, juega a varios videojuegos y habla de política desde una perspectiva socialista.

## Primeros años de vida
Es hijo de padres turcos. Nació en New Brunswick (Nueva Jersey), y se crio en Estambul (Turquía). Durante su época en la escuela pública de Turquía dice haber sufrido bullying por su falta de forma física y su actitud indagatoria.
Regresó a Estados Unidos, donde asistió a la Universidad de Miami y luego se cambió a la Universidad de Rutgers, donde se graduó con honores con una especialización en ciencias políticas y estudios de la comunicación en 2013.

## Carrera profesional

### The Young Turks
Durante su último año de universidad, en 2013, hizo una pasantía en The Young Turks (TYT), un programa y cadena progresista de noticias cofundado por su tío Cenk Uygur. Después de graduarse, fue contratado por el departamento de ventas publicitarias y negocios de la cadena. Pidió ser el presentador del programa cuando se necesitara un reemplazo, y luego se convirtió en presentador y productor.

### Twitch
Piker empezó a transmitir en Twitch en marzo de 2018 mientras trabajaba en The Young Turks. Ha dicho que cambió su atención de Facebook a Twitch para llegar a una audiencia más joven y porque sintió que había un predominio de comentaristas de derecha en YouTube y una falta de representación izquierdista. Se convirtió en un popular comentarista político de izquierda, fue invitado a aparecer en Fox News y en el podcast político Chapo Trap House. También transmite partidas y comentarios de videojuegos en su canal de Twitch. En sus canales de YouTube se incluyen las partes destacadas de sus transmisiones políticas y de juegos.
La transmisión de Piker cubriendo los resultados de las elecciones presidenciales de Estados Unidos de 2020 alcanzó un máximo de 230.000 espectadores simultáneos y fue la sexta fuente de cobertura electoral más vista en YouTube y Twitch, representando el 4,9 % de la participación de mercado. Fue el streamer de Twitch más visto durante la semana electoral; un promedio de 75.000 espectadores simultáneos vieron sus 80 horas de transmisiones durante 6,8 millones de horas. La transmisión de Piker alcanzó un nuevo máximo de 231.000 espectadores durante el ataque al Capitolio de los Estados Unidos el 6 de enero.
Durante la invasión rusa de Ucrania, Piker en asociación con CARE recaudó más de 200.000 dólares para fondos de ayuda ucranianos mientras jugaba a Elden Ring, con un promedio de más de 70.000 personas viendo su cobertura del conflicto.

## Ideología
Se considera progresista, izquierdista, marxista y socialista democrático. Ha abogado a favor de la democracia en el lugar de trabajo, la sanidad pública, el feminismo interseccional, los derechos LGBTQ+ y el control de armas; y en contra de la guerra, el imperialismo estadounidense, la islamofobia, la supremacía blanca y el capitalismo.

## Controversias
Durante su transmisión del 21 de agosto de 2019, criticó al representante Dan Crenshaw, veterano que sirvió en Afganistán, por apoyar el intervencionismo militar estadounidense en el extranjero. Piker dijo sobre él: "¿Qué diablos le pasa a este tipo? ¿No fue a la guerra y perdió literalmente un ojo porque un talibán, un puto soldado valiente, le folló el agujero del ojo con el pene?" En la misma transmisión, criticó la política exterior estadounidense e hizo comentarios controvertidos sobre los ataques del 11 de septiembre, llegando a decir "Estados Unidos se merecía el 11 de septiembre, amigo". Sus declaraciones causaron indignación en las redes sociales y fueron cubiertas por Fox News. El presentador de The Young Turks y tío de Piker, Cenk Uygur, dijo que era "muy ofensivo" y le pidió aparecer en el programa para disculparse. Piker defendió sus críticas a la política exterior estadounidense, a la vez que reconoció que debería haberse expresado de forma "más precisa". Fue baneado de Twitch durante una semana por sus comentarios sobre Crenshaw.
En agosto de 2021, Piker compró una casa de 2.7 millones de dólares en West Hollywood (California). La gente criticó la compra en línea al pensar que contradecía sus puntos de vista como socialista. Similarmente fue criticado en febrero de 2022 después de saberse que había comprado un Porsche Taycan de 200.000 dólares. Piker también ha sido criticado después de una filtración de información a gran escala de Twitch que incluía sus ganancias mensuales. Respondió afirmando que sus ganancias siempre han sido transparentes, ya que su número de suscriptores se ha mostrado siempre de manera prominente en pantalla.

## Vida personal
Se crio como musulmán y es de ascendencia turca. Es sobrino de Cenk Uygur, creador de The Young Turks.